# 杜利肯

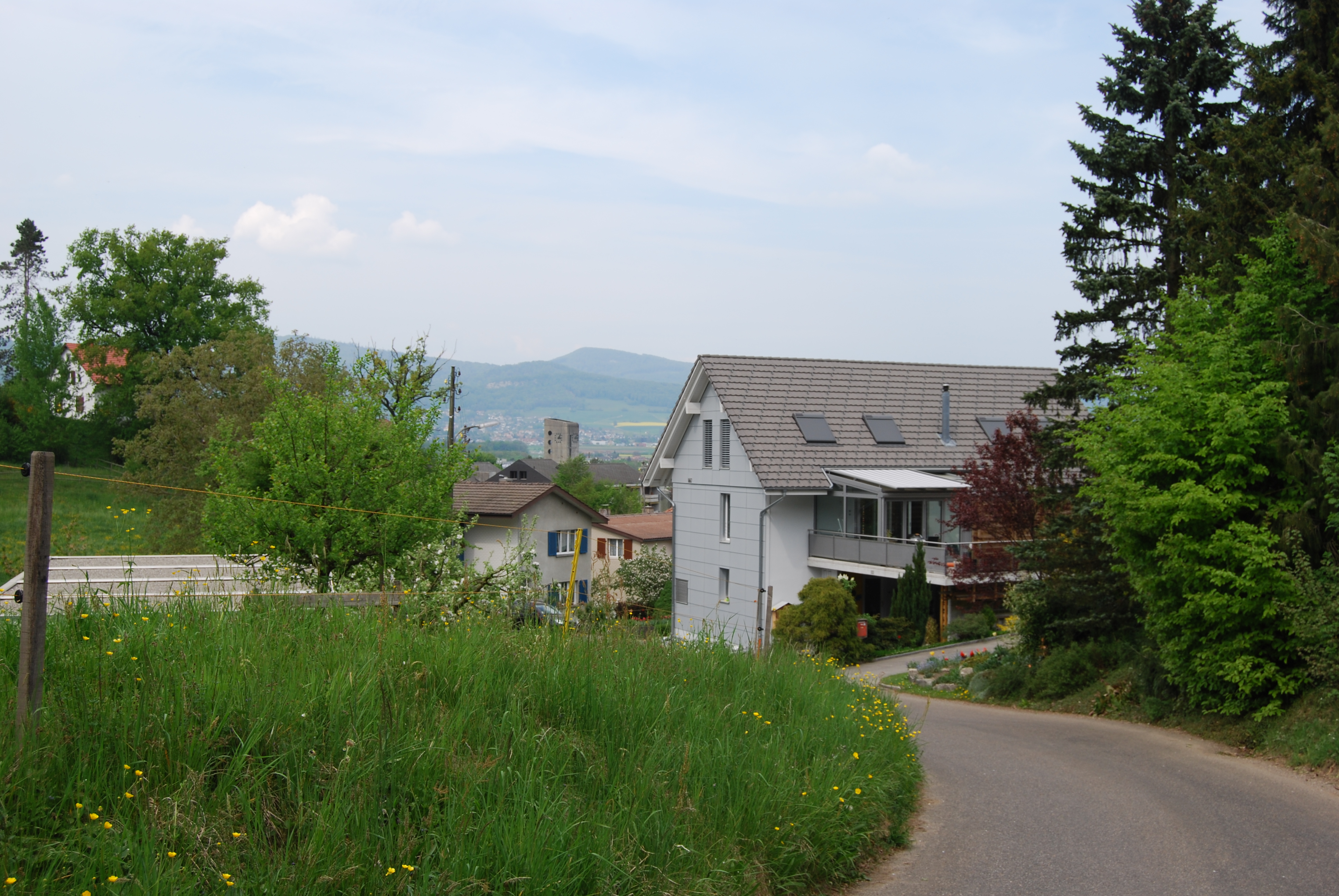

杜利肯是瑞士的城鎮，位於該國北部，由索洛圖恩州負責管轄，面積6.06平方公里，海拔高度436米，2012年人口4,746，四成半人口信奉羅馬天主教，人口密度每平方公里783人。

## 外部連結
- Official website （页面存档备份，存于） （德文）